# کارته چار
کارته چار (به انگلیسی: Karte Char)، کارته چهار یا کارته چهارم، محله‌ای در غرب کابل، پایتخت افغانستان است. این محله بخشی از ناحیه ۳ کابل است. این محل در جاده سوم عقرب واقع شده و به کوته سنگی می‌رود و بسیار نزدیک به دانشگاه کابل، باغ وحش کابل، باغ بابر و جاده دارالامان است. این محله برای برای اینکه یک منطقه مسکونی باشد نقشه‌کشی شده اما در طول جنگ داخلی ۱۹۹۰ بسیار رنج برده و یکی از آسیب دیده‌ترین محله‌ها بوده‌است. کارته سه که در جنوب رودخانه چمچه مست واقع شده‌است توسط پل سرخ به آن وصل می‌شود.